# Śpiewajmy razem. All Together Now
Śpiewajmy razem. All Together Now – polski program rozrywkowy i emitowany na antenie telewizji Polsat od 5 września 2018 do 24 kwietnia 2019, oparty na brytyjskim formacie All Together Now na licencji BBC Worldwide.
Pierwszą edycję programu prowadził Igor Kwiatkowski, a drugą – Mariusz Kałamaga. Program był nominowany do Telekamery 2019 w kategorii program rozrywkowy.

## Zasady programu
W programie brali udział piosenkarze prezentujący swoje umiejętności przed 100-osobową komisją jurorską. Jeśli jurorowi podobał się występ, musiał wstać i dołączyć do śpiewania, tym samym uczestnik dostawał jeden punkt; im więcej jurorów wstało i zaśpiewało z uczestnikiem, tym lepszy był jego wynik. Zawodnicy z największą liczbą punktów trafiali do tzw. najlepszej trójki. Uczestnik z największą liczbą punktów automatycznie przechodził do finału, a pozostała dwójka mierzyła się w pojedynku wokalnym przed jurorami, którzy znów mogli dołączyć do śpiewania z wybranym uczestnikiem, tym samym przyznając mu jeden punkt. W przypadku remisu na dowolnym etapie gry odbywało się dodatkowe tajne głosowanie, przy czym jurorzy oglądali ponownie fragmenty występów, po czym mogli oddać głos na wybranego przez siebie uczestnika poprzez wciśnięcie przycisku; w głosowaniu wygrywał uczestnik z większą liczbą głosów.
W finale brało udział 14 wykonawców (po dwóch z każdego z siedmiu odcinków eliminacyjnych), którzy ponownie byli oceniani przez jurorów. Najlepiej oceniona trójka przechodziła do drugiej rundy, w której ponownie występowali przez jurorami, a ci wyłaniali zwycięzcę. Główną nagrodą w programie był czek o wartości 100 000 złotych.

## Jurorzy

### Pierwsza edycja
Kapitanem jury była piosenkarka Ewa Farna, z którą panel jurorski tworzyli:

- Adam Najman
- Adrian Deni Dang Xuan
- Agnieszka Kałuża
- Agnieszka Kuśmierczyk
- Agnieszka Latusek
- Agnieszka Szczepanik
- Alia Fay
- Alina Stefaniak
- Anita Zaboroś
- Anja Orthodox
- Antoniusz Dietzius
- Arek Kłusowski
- Arek Witkowski
- Aro Gantzki
- Bartosz „Tabb” Zielony
- Bartosz Kuśmierczyk
- Beata Kacprzyk
- Beata Orbik
- Beata Powolny
- Bernard Kurzawa
- Błażej Lange
- Bronia Rylska
- Conrado Yanez
- Czesław Jakubiec
- Damian Kikoła
- Danuta Stankiewicz
- Dariusz Kordek
- Dee Kay
- Diana Komba
- Dominika Bałazińska
- Dominika Komiago
- Edyta Zaboroś
- Eric Folly
- Ewa Gil
- Ewa Jach
- Ewa Urban
- Ian Rooth
- Iga Apollo
- Iwona Handzlik
- Iza Kowalewska
- Iza Ziółek
- Izabela Wardak
- Jacek Dewódzki
- Jacek Uchański
- Jan Bzdawka
- Joanna Kozak
- Julia Bernard
- Juliusz Kamil
- Kaja Mianowana
- Kamila Wybrańczyk
- Karolina Andrzejewska
- Kinga Miśkiewicz
- Krzysztof „Jary” Jaryczewski
- Lonia Rylska
- Łukasz „Hoppek” Obłąk
- Łukasz Sobieraj
- Maciej Klociński
- Magdalena Adamiak
- Małgorzata „Carmell” Bernatowicz
- Marcelina Kopyt
- Marcin Błądziński
- Marcin Czerwiński
- Marcin „Madox” Majewski
- Marcin Olszewski
- Margita Ślizowska
- Mariusz Czaja
- Mariusz Moćko
- Mariusz „Dżaga” Ząbkowski
- Marta Burdynowicz
- Marta Mierzejewska
- Michał Sławecki
- Michał Stawiński
- Mirka Szawińska
- Mirosława Drozd
- Monika Chojdak
- Monika Marcol
- Nick Sinckler
- Nika Boon
- Octavia Kay
- Ola N
- Ola Zawadzka
- Olaf Deriglasoff
- Papina McQueen
- Paulina Wasak
- Paweł Stasiak
- Pin Up Candy
- Przemek Puk
- Ramona Rey[6]
- Rei Ceballo
- Saszan
- Stanisław Karpiel-Bułecka
- Szymon Słodyczka
- Tomek „CNE” Kleyff
- Wiktor Korzeniowski
- Wojciech Madajski
- Wojtek Bochra
- Yaremi Kordos
- Yoilan Perez Harriette
- Zbigniew Paprzycki

### Druga edycja
Kapitanem jury była piosenkarka Beata Kozidrak, z którą panel jurorski współtworzyli m.in.:

- Aleksandra Gintrowska
- Aleksandra Szwed
- Alia Fay
- Anja Orthodox
- Dagmara Jaworska
- Dariusz Kordek
- Ernest „Red” Ivanda
- Filip Lato
- Gabriel Fleszar
- Ivs Alter
- Iza Kowalewska
- Jacek Dewódzki
- Jan Bzdawka
- Joanna Kozak
- Joanna Kurowska
- Joanna Lazer
- Julita „Jula” Fabiszewska
- Juliusz Kamil
- Katarzyna Pietras
- Krzysztof Jaryczewski
- Krzysztof Kasowski
- Łukasz Lazer
- Marek Kaliszuk
- Marcin „Madox” Majewski
- Michał Jelonek
- Monika Ambroziak
- Monika Jarosińska
- Nick Sinckler
- Nowator
- Paolo Cozza
- Papina McQueen
- Patrycja Runo
- Patryk Komosa
- Paweł Jasionowski
- Paweł Stasiak
- Ramona Rey
- Robert Klatt
- Roksana „Saszan” Pindor
- Siergiej Staruchin
- Tomasz Lubert
- Tomasz „Titus” Pukacki
- Wanda Kwietniewska
- Władysław Grzywna

W finale wśród jurorów pojawiły się gościnnie dwie prezenterki prognozy pogody telewizji Polsat – Paulina Sykut-Jeżyna i Milena Rostkowska-Galant.

## Finaliści

### Pierwsza edycja
| Miejsce | Uczestnik                   | Wynik                | Wynik | Wynik        |
| Miejsce | Uczestnik                   | Odcinek eliminacyjny | Finał | Ścisły finał |
| ------- | --------------------------- | -------------------- | ----- | ------------ |
| 1.      | Mateusz Łopaciuk            | 94                   | 94    | 87           |
| 2.      | Natalia Zaręba              | 96                   | 93    | 85           |
| 3.      | Mariusz Suchożebrski        | 100                  | 87    | 71           |
| 4.      | Paulina Urynowicz           | 94                   | 86    | —            |
| 5.      | Roman Grzegorczyk           | 92                   | 65    | —            |
| 6.      | Patrycja Pałucka            | 94                   | 60    | —            |
| 7.      | Paulina i Bartosz Gruszeccy | 80                   | 55    | —            |
| 8.      | Patrycja Błach              | 95                   | 54    | —            |
| 9.      | Katarzyna Grzesiek          | 95                   | 47    | —            |
| 10.     | Agata Czaban                | 99                   | 43    | —            |
| 11.     | Katarzyna Dudzik            | 98                   | 35    | —            |
| 12.     | Tomasz Furman               | 93                   | 30    | —            |
| 12.     | Adam Ruszczyński            | 86                   | 30    | —            |
| 14.     | Lena Czechowicz             | 97                   | 25    | —            |

### Druga edycja
| Miejsce | Uczestnik                     | Wynik                | Wynik | Wynik        |
| Miejsce | Uczestnik                     | Odcinek eliminacyjny | Finał | Ścisły finał |
| ------- | ----------------------------- | -------------------- | ----- | ------------ |
| 1.      | Salwin Merstein-Siwak „Jimmy” | 100                  | 91    | 79           |
| 2.      | Beata Noszczyńska             | 100                  | 93    | 77           |
| 3.      | Tomasz Filipczak              | 100                  | 90    | 73           |
| 4.      | Kinga Kutrzuba                | 97                   | 86    | —            |
| 5.      | Aicha Słoniec                 | 97                   | 85    | —            |
| 6.      | Jasiek Więckowski             | 90                   | 72    | —            |
| 7.      | Oskar Jensen                  | 100                  | 65    | —            |
| 8.      | Patrycja Drab                 | 93                   | 56    | —            |
| 9.      | Triple Madness                | 99                   | 49    | —            |
| 10.     | Andrzej Chrzanowski           | 93                   | 45    | —            |
| 11.     | Bartosz Kurkiewicz            | 89                   | 41    | —            |
| 12.     | Roman Jarząbek                | 83                   | 40    | —            |
| 13.     | Anna Dijuk-Bujok i Ada Dijuk  | 97                   | 37    | —            |
| 14.     | Magdalena Lis                 | 93                   | 23    | —            |

## Spis edycji
| Edycja | Edycja | Sezon       | Odcinki  | Premiera        | Finał                | Pora emisji | Prowadzący       | Kapitan jurorów | Średnia oglądalność |
| ------ | ------ | ----------- | -------- | --------------- | -------------------- | ----------- | ---------------- | --------------- | ------------------- |
|        | 1.     | jesień 2018 | 1–8 (8)  | 5 września 2018 | 24 października 2018 | środa 20.30 | Igor Kwiatkowski | Ewa Farna       | 1 324 014           |
|        | 2.     | wiosna 2019 | 9–16 (8) | 6 marca 2019    | 24 kwietnia 2019     | środa 20.30 | Mariusz Kałamaga | Beata Kozidrak  | 1 175 371           |